# Wellner

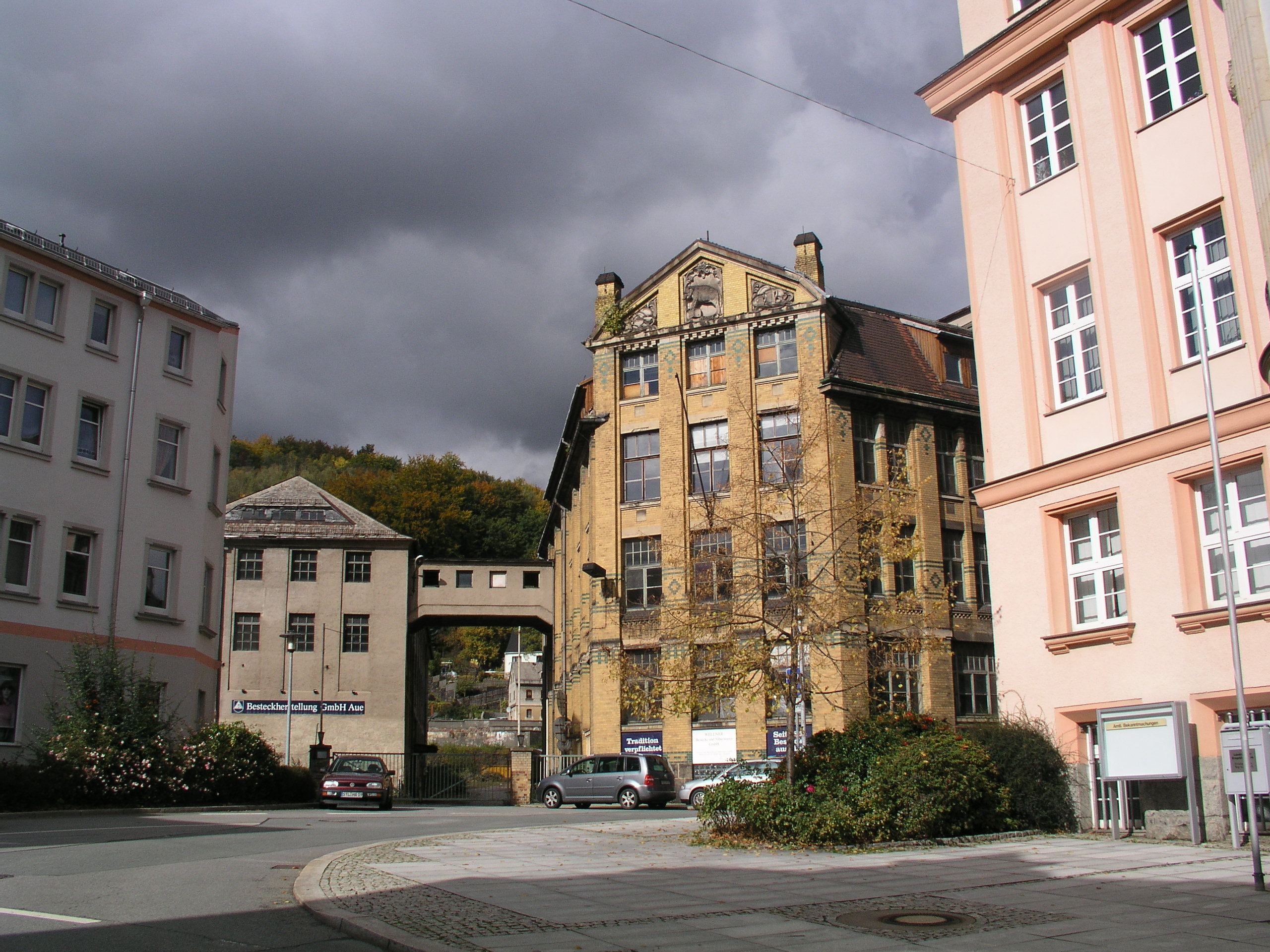
Einfahrt zum Wellnerschen Fabrikhallenkomplex; am rechten Bildrand das Verwaltungsgebäude, Zustand im Jahr 2008
Nach späteren Abrissarbeiten auf dem Gelände ist das im hinteren Bereich zu sehende Gebäude mit dem Übergang nicht mehr vorhanden.

Die Firma Wellner war ein Großproduzent von Bestecken und metallenem Tafelgeschirr, sie hatte zwischen 1854 und 1958 ihren Hauptsitz in Aue in Sachsen. In der DDR-Zeit, von 1958 bis nach 1990 wurde an gleicher Stelle unter dem neuen Namen Auer Besteck- und Silberwarenwerke (ABS) die Erzeugnispalette weiter produziert und teilweise ausgebaut. Seit zirka 1993 gibt es eine Nachfolgefirma, die seit 2001 in einer neuen Manufaktur im Nachbarort Schneeberg Teile des bisherigen Sortiments mit kleiner Belegschaft auf Originalmaschinen weiter produziert. Der Gebäudekomplex in Aue wurde leergezogen und die Stadtverwaltung suchte lange Zeit Nachnutzer. In das ehemalige Verwaltungsgebäude von Wellner zog das 1990 neu gebildete Landratsamt mit einer Beschäftigungsgesellschaft ein. Die Fabrikhallen wurden bis auf einen Trakt größtenteils abgerissen. Der erhaltene Teilkomplex steht nun unter Denkmalschutz und wird schrittweise saniert, eine neue Nutzung bzw. neue Mieter werden gesucht. 
Die historischen Gebäude der Bestecke- und Silberwarenfabrik Wellner in Auerhammer, bestehend aus dem Verwaltungsgebäude und zwei Produktionsgebäuden, sind aufgrund ihrer Bedeutung als Beispiel einer Bergbaufolgeindustrie, basierend auf der Entdeckung des Neusilbers (Argentan) eine assoziierte Stätte der Montanregion Erzgebirge/Krušnohoří, welche seit 2019 zum UNESCO-Welterbe gehört.

## Unternehmensgeschichte

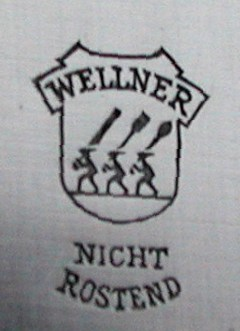
Schutzmarke auf den Besteckteilen:
"3 Zwerge bzw. 3 Männel"

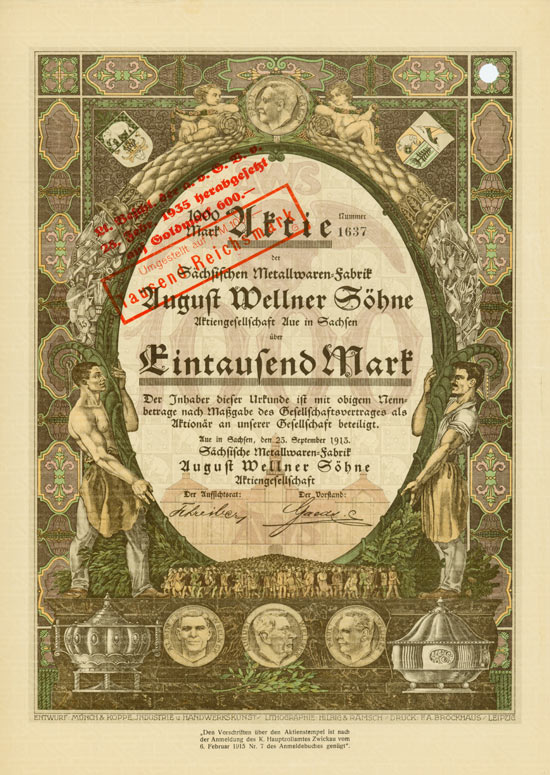
Aktie über 1000 Mark der Sächsischen Metallwaren-Fabrik August Wellner Söhne AG vom 23. September 1913

### Von der Gründung 1854 bis zum Ende des Ersten Weltkriegs
Das Unternehmen wurde 1854 in Aue von Christian Gottlieb Wellner in vorhandenen Gebäuden des Auerhammers als Argentanfabrik gegründet. Stetige Erweiterungen der Produktionsanlagen und der Belegschaft führten zu einer florierenden Firma, die metallene Haushaltsartikel wie Löffel aus Argentan herstellte, aber auch Pfeifendeckel. Der Sohn und spätere Hauptunternehmer Carl August Wellner führte das Unternehmen ab 1858 erfolgreich weiter und schuf Zweigniederlassungen und Vertretungen in Deutschland und sogar in anderen europäischen Ländern. Zum Firmenkonsortium Wellner gehörte im Zeitraum 1886 bis 1919 auch das Messingwerk Niederauerbach.
Im Jahr 1892 übergab Carl August seinen Kindern die Leitung des Unternehmens, die es in eigene Fabriken aufspalteten. Am 23. September 1913 wurde die Privatfabrik in eine AG umgewandelt. Der zweite Sohn von Christian Wellner, Gottlieb Wellner, gründete in Aue die Besteckfabrik, die mit eigenen Neusilberprodukten unter GOWE (=Gottfried Wellner) auf den Markt kam. Daher wurden die Produkte der AG dann mit Original Wellner gemarkt.
Der Firmengründung durch Christian Gottlieb Wellner war die Gründung einer Argentan-/Alpacca-Besteckfabrik durch Christian Friedrich Hutschenreuter im Jahr 1852 vorausgegangen. Hutschenreuter war der Schwiegersohn von Christian Wellner und produzierte zunächst auf dem Hof seines Wohngebäudes (Wettinerstraße 124) unter dem Markenzeichen CFH und einem Steinbock. Er stellte auch weitere Produkte für die Tafel her wie etwa Kerzenleuchter.
In den Jahren des Ersten Weltkrieges fehlten dem Unternehmen Wellner zahlreiche männliche Arbeitskräfte, was zu einer vermehrten Einstellung von Frauen führte, die Industriearbeiterin entstand auch hier. Außerdem wurde von Staats wegen die Herstellung kriegswichtiger Erzeugnisse wie Hülsen für Gewehrmunition und Granaten gefördert, die bisherige Erzeugnispalette musste verringert werden.
Zur Firma Wellner gehörte im Zeitraum 1886 bis 1919 auch das Messingwerk Niederauerbach, das nach der Übernahme den Namen Sächsisches Messingwerk Chr. G. Wellner und ab 1892 den Namen Sächsisches Messingwerk Chr. G. Wellner Söhne erhielt. Das Messingwerk im heutigen Rodewisch. Es behielt vom Auerhammer Werk weitgehende Unabhängigkeit.

### Von 1918 bis zur Enteignung 1946
Nach dem Ende des Krieges wurde die Produktion von Bestecken und Tafelgeschirr in größerem Umfang wieder aufgenommen. Sogenannte Halbzeuge und Halbfabrikate wie Blechtafeln, Drähte, Stangen und Stäbe kamen neu hinzu. Die Fabrik konnte sich immer mehr vergrößern und auf dem Weltmarkt etablieren. Bis in die Mitte der 1920er Jahre waren schließlich 36 Schmelzöfen, sechs Walzstraßen, viele Drahtziehanlagen, Pressen, Stanzen und Kleinmaschinen im Einsatz. Innerbetrieblich wurden neue Abteilungen wie Schnitt- und Stanzenbau, Schriftstempelfabrikation, Tischlerei, Bauabteilung, Kraftfahrzeugreparaturwerkstatt, Eisengießerei und Dampfhammerwerk für eine eigene Maschinenbauanstalt gebildet. Etwa 6.000 Personen erzeugten 300.000 Tonnen Neusilber, von dem die Hälfte im eigenen Werk zu Endprodukten weiterverarbeitet wurde. Bestecke aus erstmals produziertem rostfreien Edelstahl kamen auch in das Sortiment. In den Zeiten der Weltwirtschaftskrise bis etwa noch 1932 ging der Absatz von Bestecken stark zurück und nur die Finanzhilfe von Großbanken konnte den Konkurs der Fabrik abwenden.
Im April 1933 stellte die Firma der Amtshauptmannschaft Schwarzenberg in Zschorlau ein nicht mehr genutztes Fabrikgebäude mit Einrichtungsgegenstände sowie Baumaterialien kostenlos zur Einrichtung des Konzentrationslagers Zschorlau zur Verfügung.
Ab 1934 verbot eine neue Reichsverordnung den Export von Neusilber-Erzeugnissen, was zu einer Produktionsverringerung führte. Einschneidende Änderungen traten durch den Zweiten Weltkrieg ein. Diesmal mussten Produktionsstrecken so verändert werden, dass darauf Hülsen für Flak-Geschosse entstehen konnten. Außerdem kamen Zwangsarbeiter und Kriegsgefangene zum Einsatz. Der Firmenname lautete bis zum 1. November 1941 Sächsische Metallwarenfabrik August Wellner Söhne AG, danach August Wellner Söhne AG.

### Aufteilung und Wiederaufnahme der Produktion als Volkseigener Betrieb

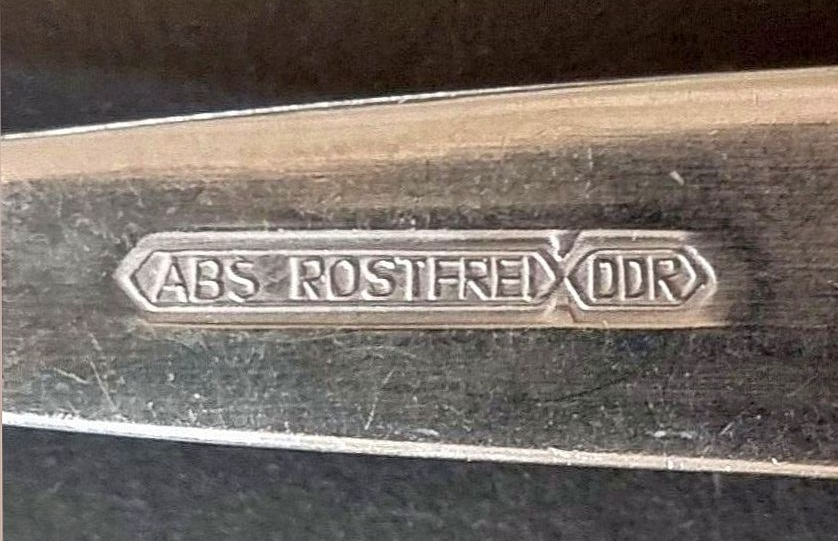
Herstellermarke der VEB Auer Besteck- und Silberwarenwerke (ABS)

Nach den Enteignungen 1946 und dem Abbau der großen Produktionsanlagen als Reparationszahlungen an die Sowjetunion konnte ab den 1950er Jahren wieder mit der Produktion von Tafelbestecken begonnen werden. Der Firmenmantel von Wellner wurde 1950 nach Frankfurt am Main verlagert und dort ab 1958 als GmbH weitergeführt.
Die Enteignung der Fabrikbesitzerfamilie 1946 führte auch zum Übergang der insgesamt 16 Immobilien in den Besitz der Stadt Aue.

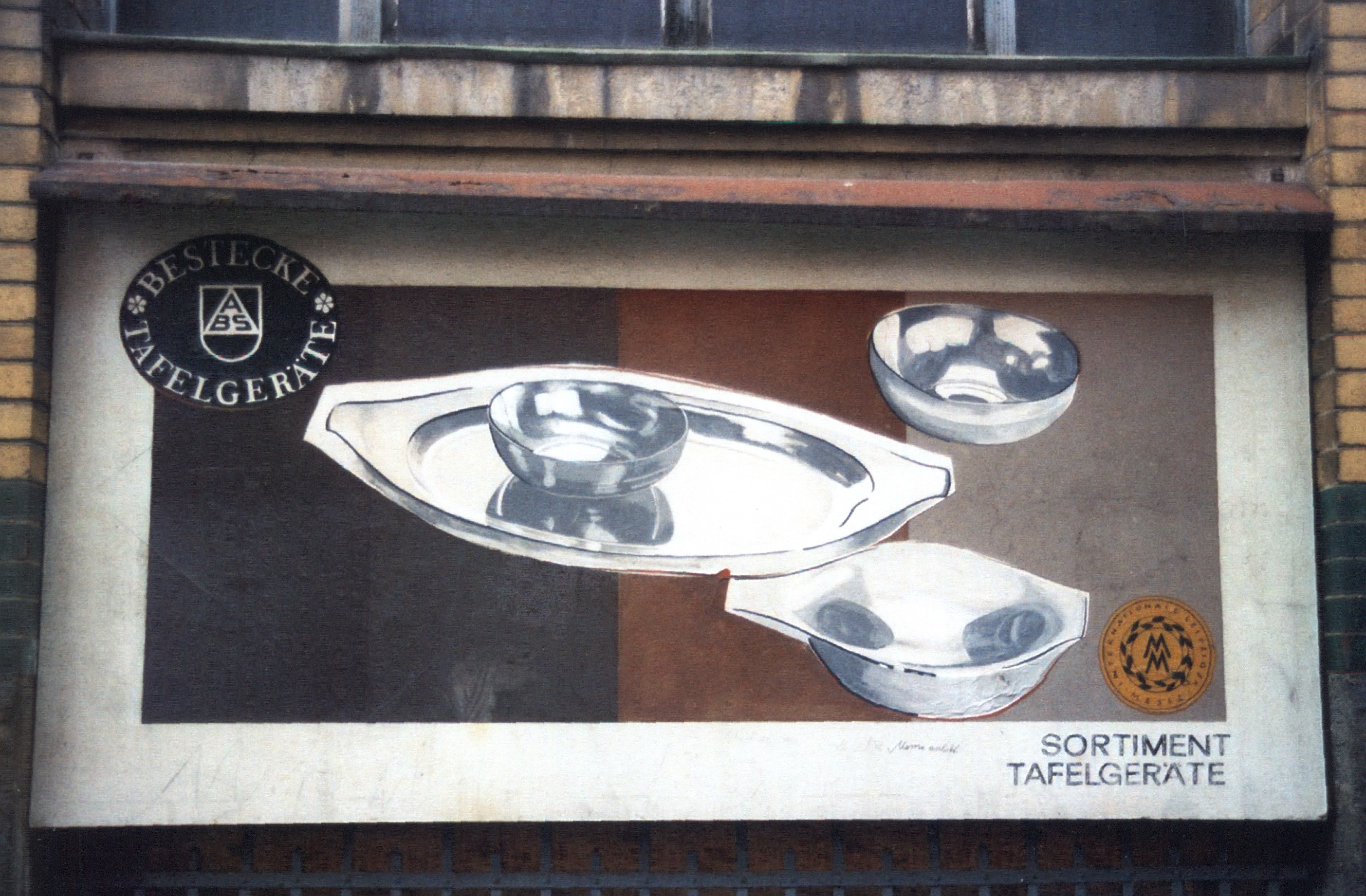
Tafelgeräte von ABS auf einer Schautafel am Wellner-Gebäude, 2004

Die Fabrik in Aue erhielt den Namen Auer Besteck- und Silberwarenwerke (ABS). Sie wurde als DDR-Schwerpunktbetrieb ausgebaut sowie das Stammwerk des Kombinats Unimewa (Universalmetallwaren). Um 1970 erzeugten rund 900 Menschen metallenes Tafelgeschirr, das auch wieder erfolgreich exportiert wurde.

### Wellner ab 1990

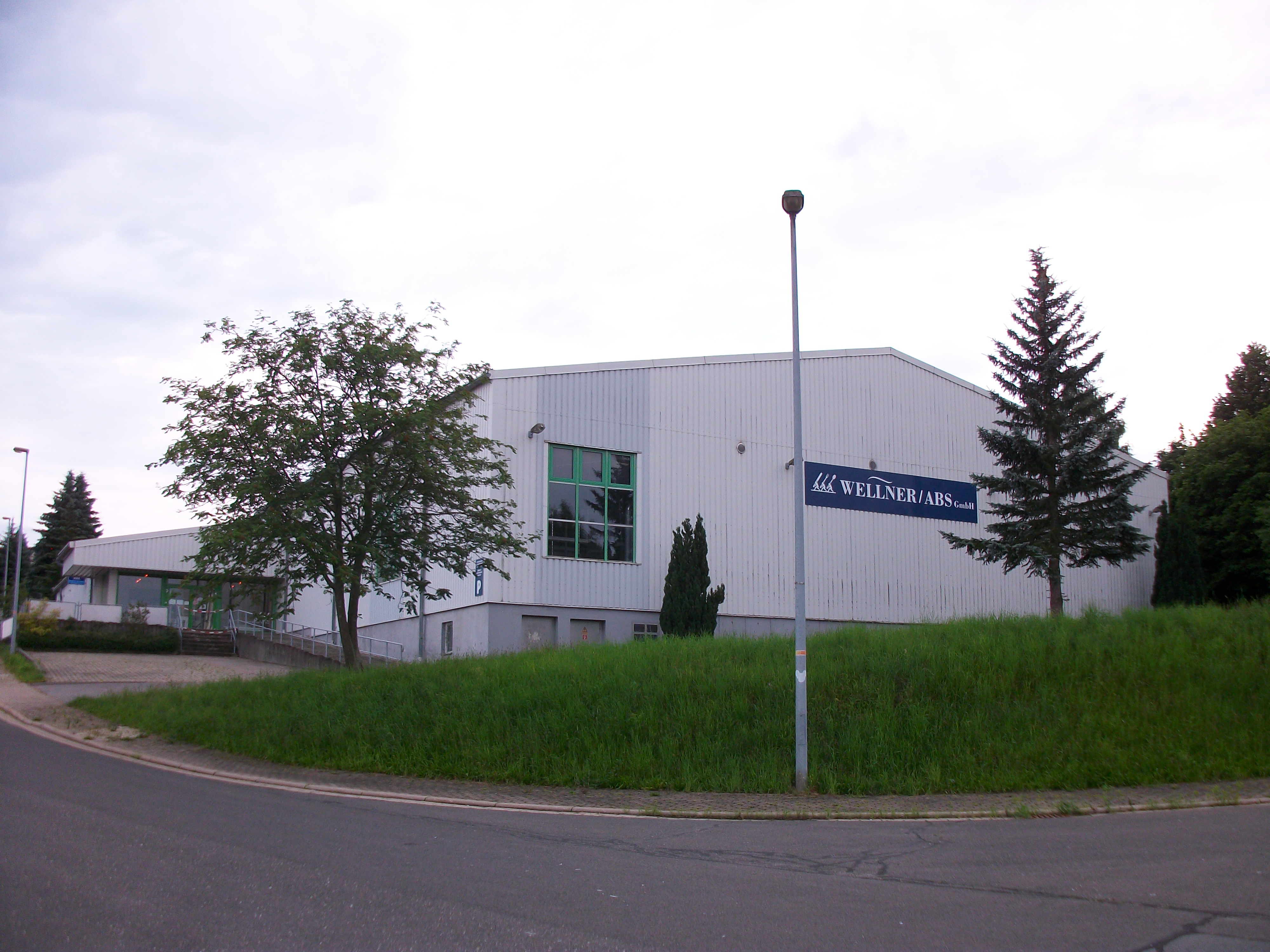
Wellner ABS GmbH (Schneeberg)

Nach der deutschen Wiedervereinigung kaufte Herbert Hillebrand den Betrieb von der Treuhand. Die Besteckherstellung am Standort Aue wurde 1995 aufgegeben, allein die Lohnkosten waren doppelt so hoch wie der Umsatz. Weil es keine Käufer für den Komplex gab und auch kein weiteres Geld in die Gebäude gesteckt werden sollte, blieb es bei Sicherungsarbeiten im Auftrag der Stadtverwaltung Aue.
Infolge der Produktionsaufgabe am Standort Aue beanspruchten zwei neu gegründete Firmen einen Teil des Namens für ihr Unternehmen, da sie auch Besteck beziehungsweise Tafelgeschirr produzieren – und zwar Wellner/ABS GmbH in Schneeberg und Wellner Silber GmbH mit Sitz in Aue. Als geistiger Nachfolger in der Tradition der Wellner-Werke und der Auer Besteck- und Silberwarenwerke produziert einzig die Firma Wellner/ABS GmbH die altbekannten Wellner-Dekors wie Mozart und die Gesamtpalette der früheren ABS- und Porzellanbestecke. Die Bedeutung der Marke Wellner in der Gegenwart lässt sich an der Vielfalt der Fälschungen erkennen, die sich nach wie vor neben den Premium-Tafelbestecken am Markt befinden.

## Architektur

### Produktionshallen

#### Bauten in den 1880er Jahren und kurze Gebäudebeschreibung
Anstelle der ursprünglichen Schmelzhüttenfabrik ließ Carl August Wellner einen völlig neuen Fabrikhallenkomplex errichten, dessen erster Teil 1884 eröffnet wurde. Im Jahr 1897 wurde mit einem Fabrikgebäude ein weiterer Teil in Betrieb genommen. Zur Sicherung der Produktion entstanden im Jahr 1900 eine eigene Neusilbergießerei und ein eigenes Walzwerk.

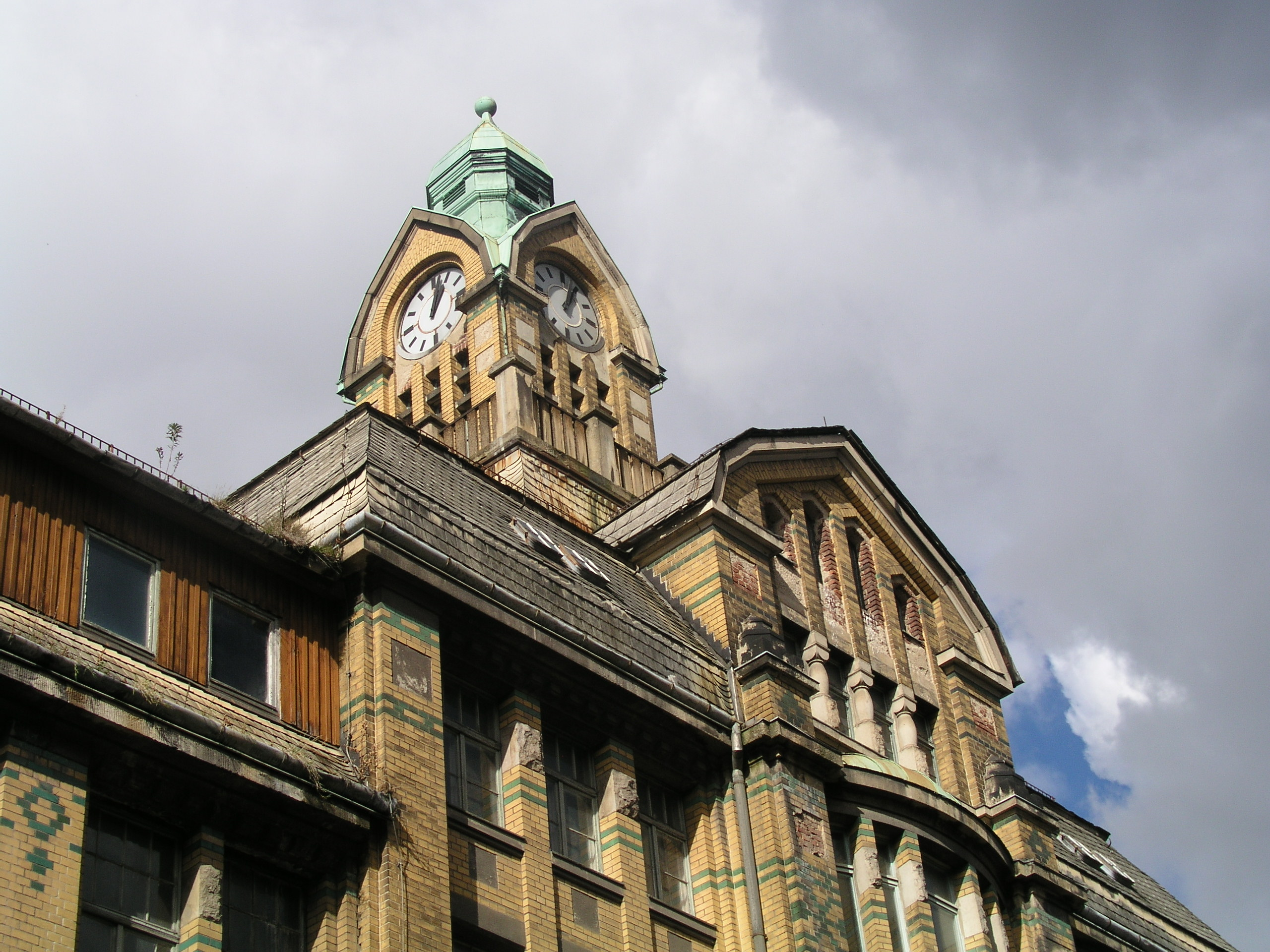
Uhrenturm auf dem Fabrikgebäude, 2008

Die meist vierstöckigen mehrflügeligen Gebäude standen auf einer Fläche zwischen Wettinerstraße, Auerhammerstraße, Industriestraße und Marie-Müller-Straße. Samt freier Hofflächen nahm die Fabrik rund 20.000 Quadratmeter ein. Die Architekten hatten die Fassaden der typischen Industriehallen mit vielen Schmuckdekors versehen, die sich häufig auf die Produktion bezogen. Auch ein Uhrentürmchen mit Bronzegeläut wurde aufgesetzt. Das Geläut war bei Bernhard Zachariä in Leipzig hergestellt worden. Vermutlich dienten die Uhrenglocken zur Verkündung der Arbeitsschichten, sie schlugen alle Viertelstunden.

#### Nach Leerzug
Das denkmalgeschützte imposante Gebäudeensemble stand seit den 1990er Jahren so gut wie leer, es gab jedoch verschiedene Nutzungskonzepte. Die Stadtverwaltung favorisierte die Einrichtung eines Technikums in den Gebäuden, in dem Mittelschüler aus der Region zentral und praxisnah auf das Berufsleben vorbereitet werden und sich beispielsweise an unterschiedlichen Maschinen ausprobieren können. Für die Gebäudesanierung und den Erwerb moderner Maschinen wurden elf Millionen Euro Fördermittel vom Freistaat Sachsen veranschlagt. Im Mai 2009 erfolgte eine Vorort-Besichtigung durch Ministerpräsident Stanislaw Tillich, der sich von der Machbarkeit und Sinnfälligkeit des Projekts Technikum überzeugte. Doch der sächsische Staat lehnte ab.
Im Zusammenhang mit der Liquidation der Firma und der ungewissen Zukunft der Fabrikgebäude wurden im November 2011 die Turmuhr und das Schlagwerk auf dem Glockenboden abgestellt. Die schweren Glocken von je 100 Kilogramm mit einem Durchmesser von 40 Zentimetern und der Inschrift der Leipziger Firma Bernhard Zachariä wurden daraufhin gestohlen. Die Diebe konnten nicht ermittelt werden.

#### Abrissbeschluss 2013

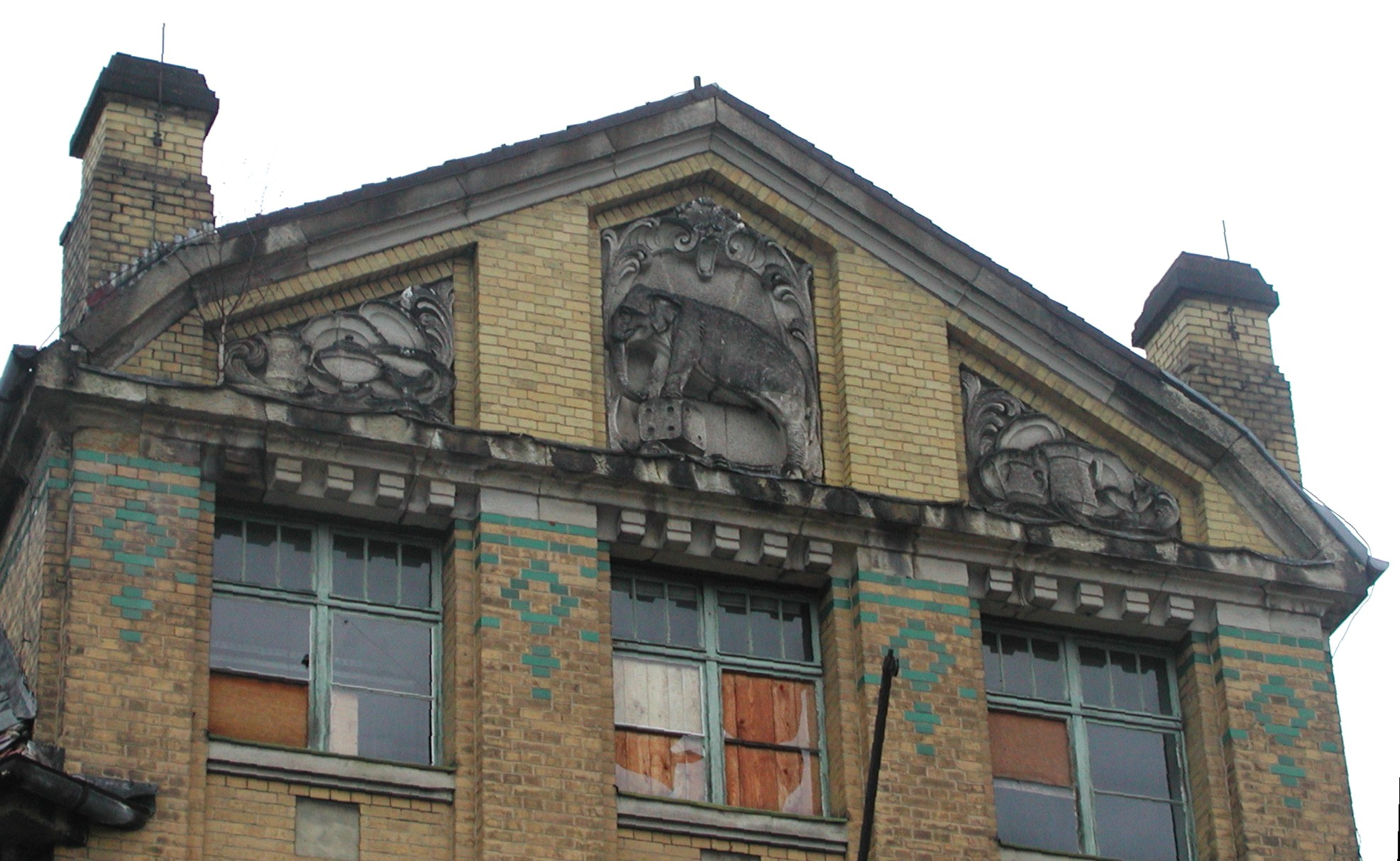
Giebel mit den Elefanten

Die Stadtverwaltung hat im Spätherbst 2013 den endgültigen Abriss fast aller Produktionsgebäude bis auf den Gebäudetrakt mit dem charakteristischen Uhrenturm entlang der Marie-Müller-Straße Ecke Industriestraße beschlossen. Die Planung des Abrisses und die Koordinierung aller Arbeiten führte das AIA Ingenieurbüro aus, das Abbruchunternehmen Sippel und Sohn gewann die Ausschreibung für die praktische Umsetzung. Mitte Dezember begannen die Demontagen der Nebengebäude auf dem Hofbereich. Historisch bedeutender Fassadenschmuck wurde sorgfältig abgenommen, um ihn „der Nachwelt zu erhalten“. Problemlos ging ein Löwenkopf abzunehmen, während der Elefant in der Giebelmitte zusammen mit dem Mauerwerk herausgetrennt werden musste. Dieses Wellnersche Firmensymbol und die Nachbarfiguren sind als Stuckarbeiten ausgeführt. Im Juni 2014 begann der zweite Abschnitt des Abrisses, in dem bis Ende August drei große und drei kleinere Gebäude oberirdisch beseitigt werden konnten. Im August/September folgten das Gebäude entlang der Auerhammerstraße und weitere Teile an der Zinnstraße. Hierbei war besondere Sorgfalt gefragt, grenzte diese Halle doch an ein Wohnhaus. Die Baumaterialien der bis Ende August 2014 vorgenommenen Abbrüche wurden entsorgt oder recycelt. Bis zum Jahr 2015 waren alle Arbeiten auch im Untergrund beendet.

#### Grundsanierung und neue Nutzungsmöglichkeiten

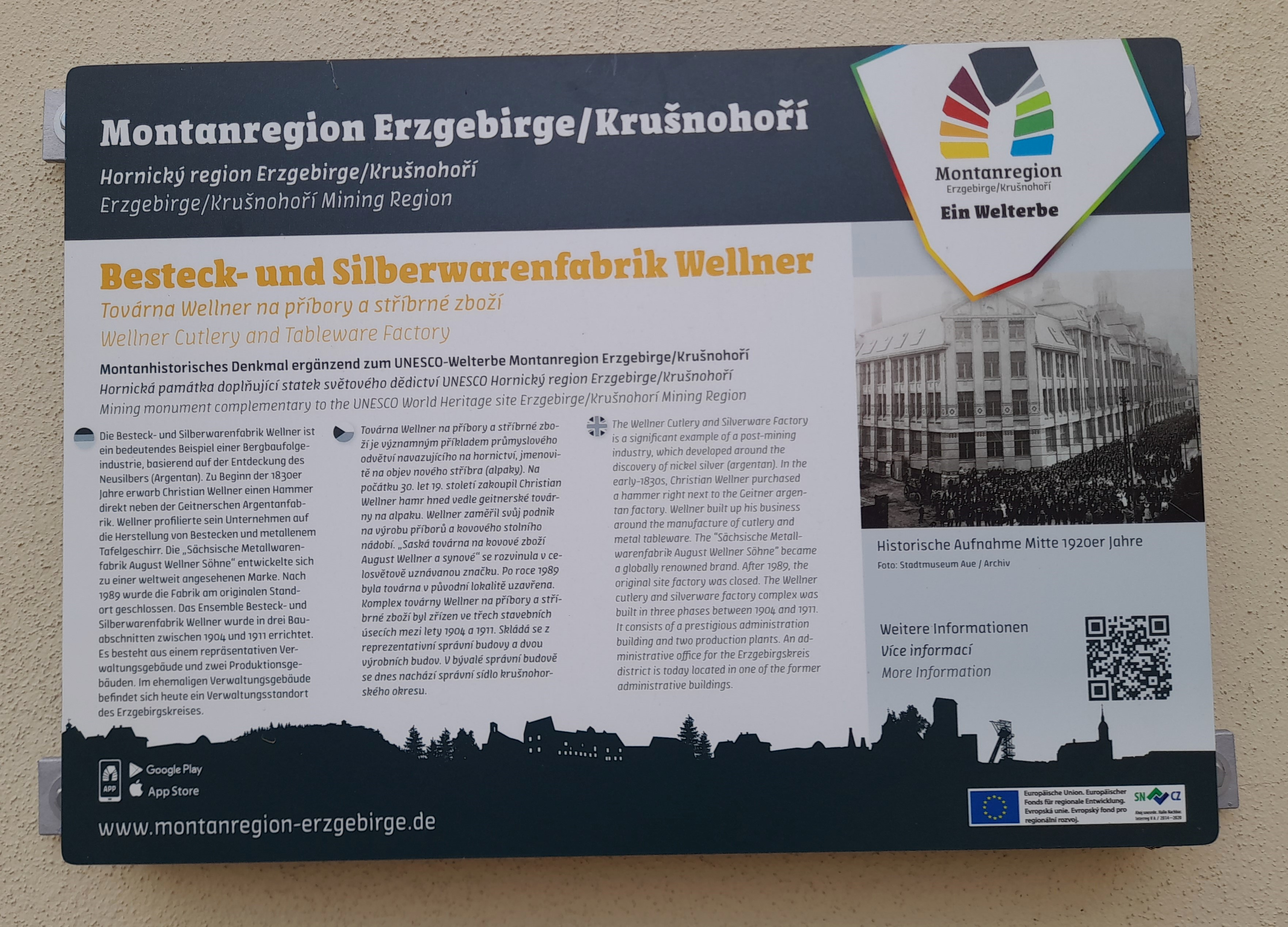
UNESCO Erzgebirge, Infotafel Besteck- und Silberwarenfabrik Wellner (Auerhammer)

Für die Ausrichtung der 4. Sächsischen Landesausstellung 2020, die in mehreren Städten gleichzeitig durchgeführt werden sollte, bewarb sich auch die Auer Stadtverwaltung. Dafür sollten u. a. das Wellner-Areal auf dem Hof sowie die ersten beiden Etagen des hier beschriebenen Baudenkmalskomplexes genutzt werden. Die Auswahlkommission entschied sich jedoch gegen dieses Projekt.
Unabhängig davon erfolgte die weitere Instandsetzung der verbliebenen Gebäudeteile mit Mitteln der Stadt und mit Fördermitteln des Freistaates für eine spätere ständige Nutzung. Bis Ende 2016 war zumindest die denkmalgerechte Sanierung der Gebäudehülle abgeschlossen. Die Räumlichkeiten sollten später eventuell als Kaltlager für Arbeits- und Baumaterialien dienen. Für das Eckgebäude Marie-Müller-Straße/Industriestraße gibt es seit Ende 2014 einen neuen Nutzer, der die Sanierung übernommen und im Frühjahr 2015 fertiggestellt hatte.
Im Jahr 2019 wurden die historischen Gebäude der Bestecke- und Silberwarenfabrik Wellner in Auerhammer, bestehend aus dem Verwaltungsgebäude und zwei Produktionsgebäuden, aufgrund ihrer Bedeutung als Beispiel einer Bergbaufolgeindustrie eine assoziierte Stätte der Montanregion Erzgebirge/Krušnohoří, welche seit 2019 zum UNESCO-Welterbe gehört.
Im Jahr 2021 wurde die Anschaffung und Installation neuer Glocken in Aussicht genommen. Die Stadtverwaltung richtete dazu ein Spendenkonto ein, auch die ortsansässige Firma Nickelhütte Aue will mit der Bereitstellung von Material dazu beitragen.
Im Herbst 2021 wurden die baulichen Instandsetzungsarbeiten gestoppt, weil es einen neuen Kaufinteressenten gibt.

### Verwaltungsgebäude
Die Erben von Carl August Wellner ließen 1924 von dem Leipziger Architekten Johannes Koppe einen Verwaltungs- und Sozialbau als geschlossenes Gebäudeensemble aus gelben Backsteinen fertigstellen, das mit einem überdachten Gang im zweiten Geschoss mit dem Hauptproduktionsgebäude verbunden war. Der Verbindungsgang wurde bei einem Sturm im Jahr 2006 zerstört und anschließend abgetragen.
Das frühere Wellnersche Verwaltungsgebäude diente in der DDR-Zeit als Sitz der Kreisverwaltung Aue, nach 1990 zog das neugegründete Landratsamt ein, das nach der Bildung des neuen Erzgebirgskreises hier weiterhin eine Außenstelle unterhält.

### Betriebseigene Wohnstätten
Die zahlreichen Wohnungssuchenden der Wellner-Fabrik veranlassten die Firmenleitung unter Peter Paul Gaedt um 1928 zur Gründung der Erzgebirgischen Wohnungsbau- und Siedlergesellschaft. Auf dem im Ortsgebiet Neudörfel erworbenen Bauland erfolgte am 16. Juli 1929 die Grundsteinlegung für den Bau von zwölf Arbeiterwohnhäusern zu je vier Wohneinheiten. Die noch im gleichen Jahr fertiggestellten Gebäude erhielten Namen wie Elefantenhaus, Dreimännelhaus oder Sonnensiedel und gaben mit diesen Firmenzeichen Hinweise auf den Bauherrn. Schließlich wurden noch drei weitere Wohnhäuser in Lößnitz errichtet.

## Sortiment und Marktstellung

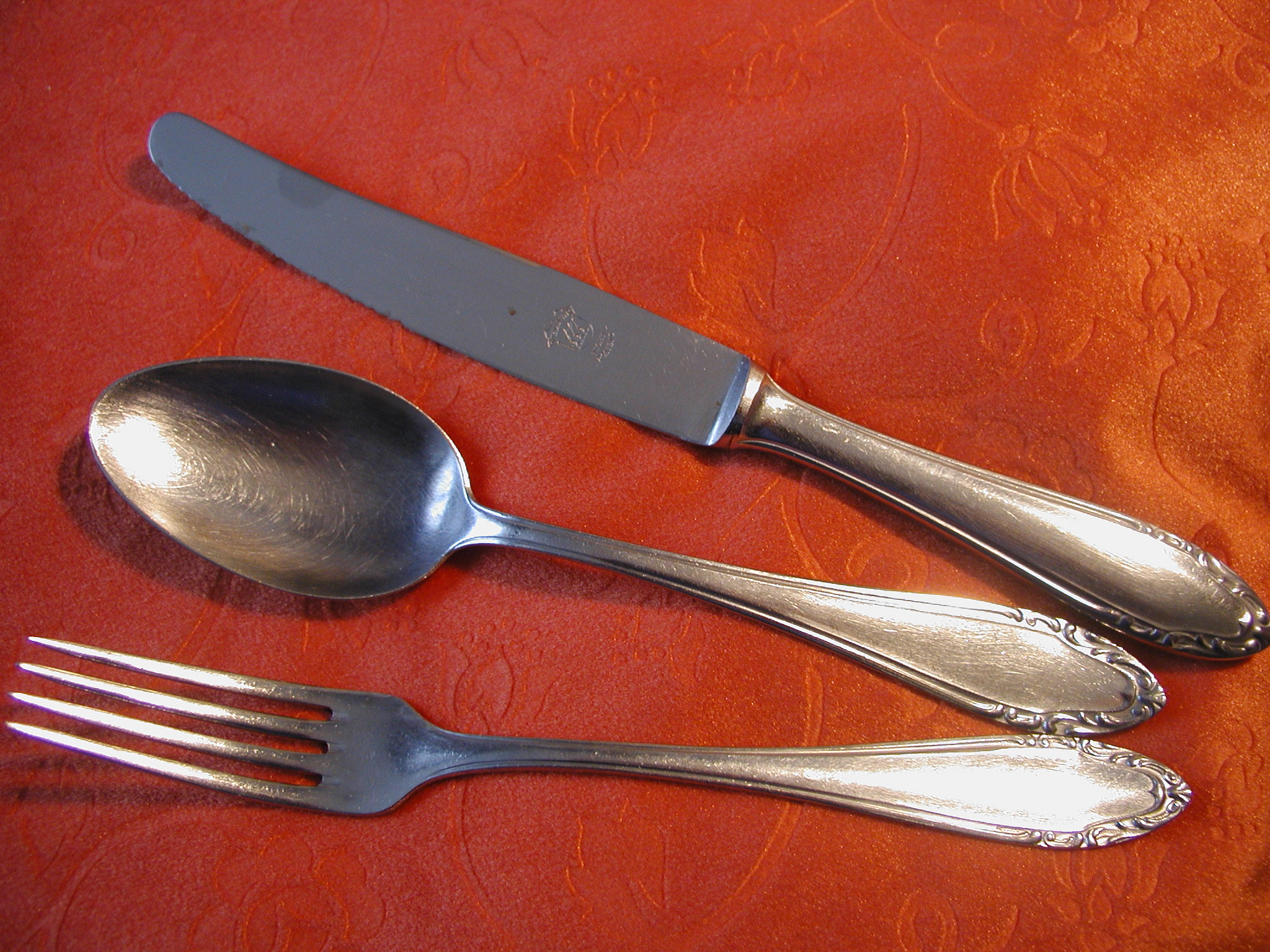
Typische Wellner-Edelstahlbesteckteile mit Palmwedelmotiv

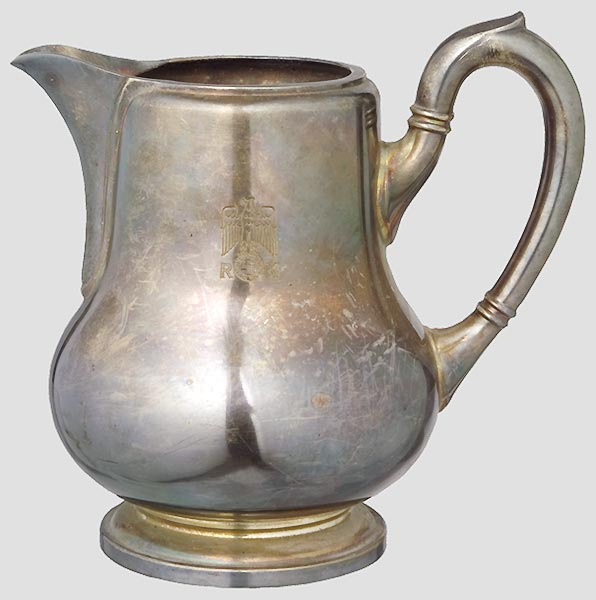
Kaffeekanne aus dem Service der Neuen Reichskanzlei

Das Hauptsortiment umfasste Haushalts- und Hotelwaren aus Metall wie Silber, vergoldetes Silber, Neusilber oder Edelstahl, unter anderem Kochgeschirr, Küchen- und Tafelgeräte sowie Essbestecke.
Nach dem Ersten Weltkrieg hatte die Firma in 47 Ländern Europas, Mittelamerikas und Afrikas Niederlassungen und Auslandsvertretungen errichtet, sie machte große Gewinne. Auch Wellnerläden gab es vielerorts, in denen die Kunden die Tafel-Produkte erwerben konnten.
Auf dem Produktionshöhepunkt um 1930 wurden in der Sächsischen Metallwarenfabrik August Wellner Söhne rund 4000 bis 5000 Dutzend Bestecke sowie anderes metallenes Tafelgeschirr hergestellt. Innerhalb eines Jahres verarbeitete Wellner rund 10.000 kg Feinsilber.
Zu den Kunden von Wellner zählten einst sowohl Luxushotels wie das Grand Hotel Lido in Venedig, das Baur au Lac in Zürich, Hotel Kempinski in Berlin, das Mena House bei den Pyramiden von Giseh oder das Maloja-Palace-Hotel in St. Moritz. (In dem im Buch wiedergegebenen Auszug aus dem Werbeprospekt Wellner. Die legendäre Besteckmarke aus der Welt der Grand Hotels und Luxusdampfer werden noch weitere first Class Hotels in Pontresina, Adelboden, Genua, Neapel, Rapallo, Siena und Viareggio zitiert.) Auch Luxusdampfer wie die Titanic (UK) und der Hapag-Liner Imperator (Deutschland) sowie die italienischen „schwimmenden Paläste“ Saturnia und Vulcania verwendeten Wellner Bestecke in ihren Restaurants. Teilweise hatten berühmte Designer wie Peter Behrens oder Joseph Maria Olbrich die Muster entworfen.